# Pushkin. Ngày quyết đấu
Pushkin. Ngày quyết đấu (tiếng Nga: Пушкин. Последняя дуэль) là một bộ phim về Aleksandr S.Pushkin trong những ngày cuối đời của đạo diễn Natalia Bondarchuk.

## Nội dung
Buổi chiều ngày 27/1/1837, tại khu vực ngoại ô vắng vẻ của thành phố Saint Peterburg, hai chiếc xe trượt tuyết cùng lao nhanh ra khỏi thành phố và dừng lại ở khu rừng ngoại ô cách thành phố khoảng 4 km.
Hai người bước xuống khỏi xe trượt tuyết là Dantes và Pushkin. Họ đứng đối diện nhau ở cự ly 10 bước và bắt đầu cuộc quyết đấu với điều kiện nếu lượt bắn đầu tiên không gây thương vong thì hai bên có thể tiếp tục lượt bắn khác.  
Khi tín hiệu nổ súng phát ra, Dantes nhằm Pushkin nổ súng trước. Pushkin ngã xuống sau tiếng súng và Dantes chạy về phía đối thủ. Lúc đó, Pushkin mặc dù bị thương nhưng vẫn cố gắng đứng dậy và nói rằng: "Tôi vẫn có thể bắn và tôi có quyền đó". Dantes trở về vị trí ban đầu. Pushkin cố gắng đứng vững và ngắm bắn nhưng phát hiện nòng súng đã bị đầy tuyết.
Pushkin yêu cầu đổi một khẩu súng khác. Ông cố gắng chịu đựng sự đau đớn do vết thương gây ra và nhằm bắn Dantes. Sau tiếng súng Dantes ngã xuống mặt tuyết còn Pushkin vui mừng kêu lên: "Ông ta đã bị bắn chết".
Thế nhưng đối thủ của Pushkin lại đứng dậy được vì ông ta chỉ bị thương nhẹ. Khi đó Pushkin hầu như đã mất hết cảm giác. Người ta khiêng Pushkin đã bị trọng thương lên xe ngựa và đưa về nhà. Đến ngày thứ ba sau cuộc quyết đấu tức ngày 29/1/1837 Pushkin đã qua đời lúc 14h45’.   

## Diễn viên
- Sergey Bezrukov... Aleksandr Sergeyevich Pushkin
- Andrey Ilyin... Konstantin Karlovich Danzas
- Yulian Makarov... Sa hoàng Nikolai I
- Boris Plotnikov... Leonty Dubelt
- Sergey Razhuk... Nam tước Heeckeren
- Roman Romantsov... Georges-Charles de Heeckeren d'Anthès
- Georgy Traugott... Pyotr Andreyevich Vyazemsky
- Anna Snatkina... Natalia Goncharova
- Inna Makarova... Yekaterina Zagryazhskaya
- Sergey Nikonenko... Nikita Kozlov
- Vladimir Bogdanov... Bá tước Alexander von Benckendorff
- Nadezhda Bakhtina... Aleksandrina (em gái Natalia Goncharova)
- Anna Mukhanchikova... Yekaterina (chị gái Natalia Goncharova)
- Natalia Bondarchuk... Yekaterina Karamzina
- Daria Khudyakova... Hoàng hậu Aleksandra
- Tatyana Shon... Sofia Karamzina
- Yevgeny Stychkin... Mikhail Yuryevich Lermontov
- Viktor Sukhorukov... Đại tá Aleksandr Galakhov
- Aleksandr Vontov
- Vladimir Yumatov... Vasily Andreyevich Zhukovsky
- Andrey Zibrov... Pyotr Dolgoruky

## Ê-kíp
- Âm nhạc: Ivan Burlyayev
- Thiết kế Mĩ thuật: Tatyana Filatova, Pavel Novikov
- Hiệu ứng: Timur Saitgarayev, Sergey Vygran